# Liste des circonscriptions électorales de Cumbria
Le comté de Cumbria, 
est divisé en 6 Circonscription électorale
- 1 Borough constituency 
pour la City of Carlisle
et 5 County constituencies.

## Circonscription
- † Conservateur
- ‡ Labour
- ¤ Liberal Democrat

| Nom                      | Électeur | Majorité | Member of Parliament | Member of Parliament | Opposition | Opposition          | Circonscriptions électorales | Map |
| ------------------------ | -------- | -------- | -------------------- | -------------------- | ---------- | ------------------- | --- | --- |
| Barrow and Furness       | 69,148   | 795      |                      | John Woodcock‡       |            | Simon Fell †        | Barrow-in-Furness Borough Council: Barrow Island, Central, Dalton North, Dalton South, Hawcoat, Hindpool, Newbarns, Ormsgill, Parkside, Risedale, Roosecote, Walney North, Walney South. South Lakeland District Council: Broughton, Crake Valley, Low Furness & Swarthmoor, Ulverston Central, Ulverston East, Ulverston North, Ulverston South, Ulverston Town, Ulverston West. | A small constituency in the south of the county. It includes a long but very thin island to the west of the mainland part of the constituency. |
| Carlisle                 | 66,322   | 2,774    |                      | John Stevenson†      |            | Lee Sherriff ‡      | Carlisle City Council: Belah, Belle Vue, Botcherby, Burgh, Castle, Currock, Dalston, Denton Holme, Harraby, Morton, St Aidans, Stanwix Urban, Upperby, Wetheral, Yewdale. | A small constituency, to the north of the centre of the county.                                                                                |
| Copeland                 | 63,696   | 2,564    |                      | Jamie Reed‡          |            | Stephen Haraldsen † | Allerdale Borough Council: Crummock, Dalton, Derwent Valley, Keswick. Copeland Borough Council: Arlecdon, Beckermet, Bootle, Bransty, Cleator Moor North, Cleator Moor South, Distington, Egremont North, Egremont South, Ennerdale, Frizington, Gosforth, Harbour, Haverigg, Hensingham, Hillcrest, Holborn Hill, Kells, Millom Without, Mirehouse, Moresby, Newtown, St Bees, Sandwith, Seascale. | A medium-sized constituency found in the south west of the county.                                                                             |
| Penrith and The Border   | 65,234   | 19,894   |                      | Rory Stewart†        |            | Lee Rushworth ‡     | Allerdale Borough Council: Warnell, Wigton. Carlisle City Council: Brampton, Great Corby and Geltsdale, Hayton, Irthing, Longtown & Rockcliffe, Lyne, Stanwix Rural. Eden District Council: Alston Moor, Appleby (Appleby), Appleby (Bongate), Askham, Brough, Crosby Ravensworth, Dacre, Eamont, Greystoke, Hartside, Hesket, Kirkby Stephen, Kirkby Thore, Kirkoswald, Langwathby, Lazonby, Long Marton, Morland, Orton With Tebay, Penrith Carleton, Penrith East, Penrith North, Penrith Pategill, Penrith South, Penrith West, Ravenstonedale, Shap, Skelton, Ullswater, Warcop.                                                              | A large constituency, comprising the north and east of the county, and almost entirely surrounding a smaller constituency in the north.        |
| Westmorland and Lonsdale | 66,609   | 8,949    |                      | Tim Farron¤          |            | Ann Myatt †         | South Lakeland District Council: Arnside & Beetham, Burneside, Burton & Holme, Cartmel, Coniston, Crooklands, Grange, Hawkshead, Holker, Kendal Castle, Kendal Far Cross, Kendal Fell, Kendal Glebelands, Kendal Heron Hill, Kendal Highgate, Kendal Kirkland, Kendal Mintsfeet, Kendal Nether, Kendal Oxenholme, Kendal Parks, Kendal Stonecross, Kendal Strickland, Kendal Underley, Kirkby Lonsdale, Lakes Ambleside, Lakes Grasmere, Levens, Lyth Valley, Milnthorpe, Natland, Sedbergh, Staveley-in-Cartmel, Staveley-in-Westmorland, Whinfell, Windermere Applethwaite, Windermere Bowness North, Windermere Bowness South, Windermere Town. | A medium-to-large constituency in the south of the county.                                                                                     |
| Workington               | 59,361   | 4,686    |                      | Sue Hayman‡          |            | Rozila Kana †       | Allerdale Borough Council: All Saints, Aspatria, Boltons, Broughton St Bridget’s, Christchurch, Clifton, Ellen, Ellenborough, Ewanrigg, Flimby, Harrington, Holme, Marsh, Moorclose, Moss Bay, Netherhall, St John’s, St Michael’s, Seaton, Silloth, Solway, Stainburn, Wampool, Waver, Wharrels. | A medium constituency in the west of the county.                                                                                               |

## Limites
| Nom | Pre-2010 Limites                        | Post-2010 Limites    |
| --- | --------------------------------------- | -------------------- |
| 1. Barrow and Furness CC 2. Carlisle BC 3. Copeland CC 4. Penrith and The Border CC 5. Westmorland and Lonsdale CC 6. Workington CC | Parliamentary constituencies in Cumbria | Post-2010 Boundaries |

Des propositions ont été faites par la Commissions dans les années 2000 pour conserver ces
6 circonscriptions , avec des changements pour réaligner les limites des circonscriptions
avec les limites des quartiers actuels de l'administration locale ,
et de réduire la disparité entre les circonscriptions électorales .
Ces changements ont été apportés à l'Élections générales de 2010.

## Résultats
| 2005 | 2010 | 2015 |
| ---- | ---- | ---- |
|      |      |      |

Le nombre de suffrages exprimés pour chaque parti politique et indépendant qui ont présenté des candidats dans les circonscriptions de Cumbria lors de l'élection générale de 2010 étaient les suivants ;
| Parti              | Votes   | Votes% | Siège |
| ------------------ | ------- | ------ | ----- |
| Conservateur       | 104,466 | 39.4   | 2     |
| Labour             | 81,518  | 30.8   | 3     |
| Liberal Democrats  | 64,400  | 24.3   | 1     |
| BNP                | 5,989   | 2.3    |       |
| UKIP               | 5,740   | 2.2    |       |
| Greens             | 1,533   | 0.6    |       |
| English Democrats  | 414     | 0.2    |       |
| TUSC               | 376     | 0.1    |       |
| National Democrats | 263     | 0.1    |       |
| Indépendants       | 245     | 0.1    |       |
| Total              | 264,944 | 100.0  | 6     |